# Marcel Mettelsiefen

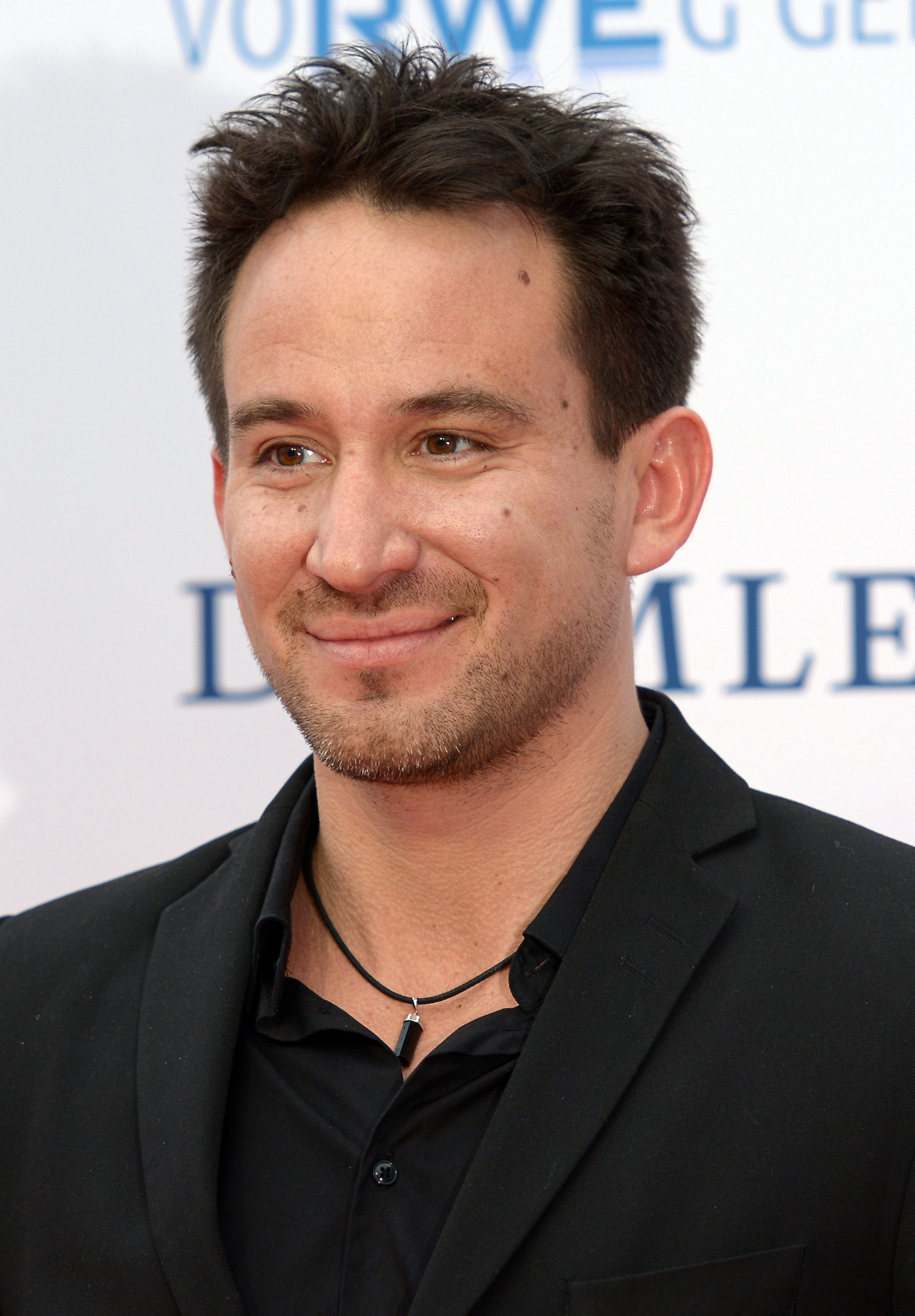

Marcel Mettelsiefen é um cineasta, cinegrafista, fotógrafo e produtor alemão. Como reconhecimento, foi nomeada ao Oscar 2017 na categoria de Melhor Documentário em Curta-metragem por Watani: My Homeland.